# Simões
Simões là một đô thị thuộc bang Piauí, Brasil. Đô thị này có diện tích 1023,917 km², dân số năm 2007 là 13506 người, mật độ 13,19 người/km².